# Ziekenomroep

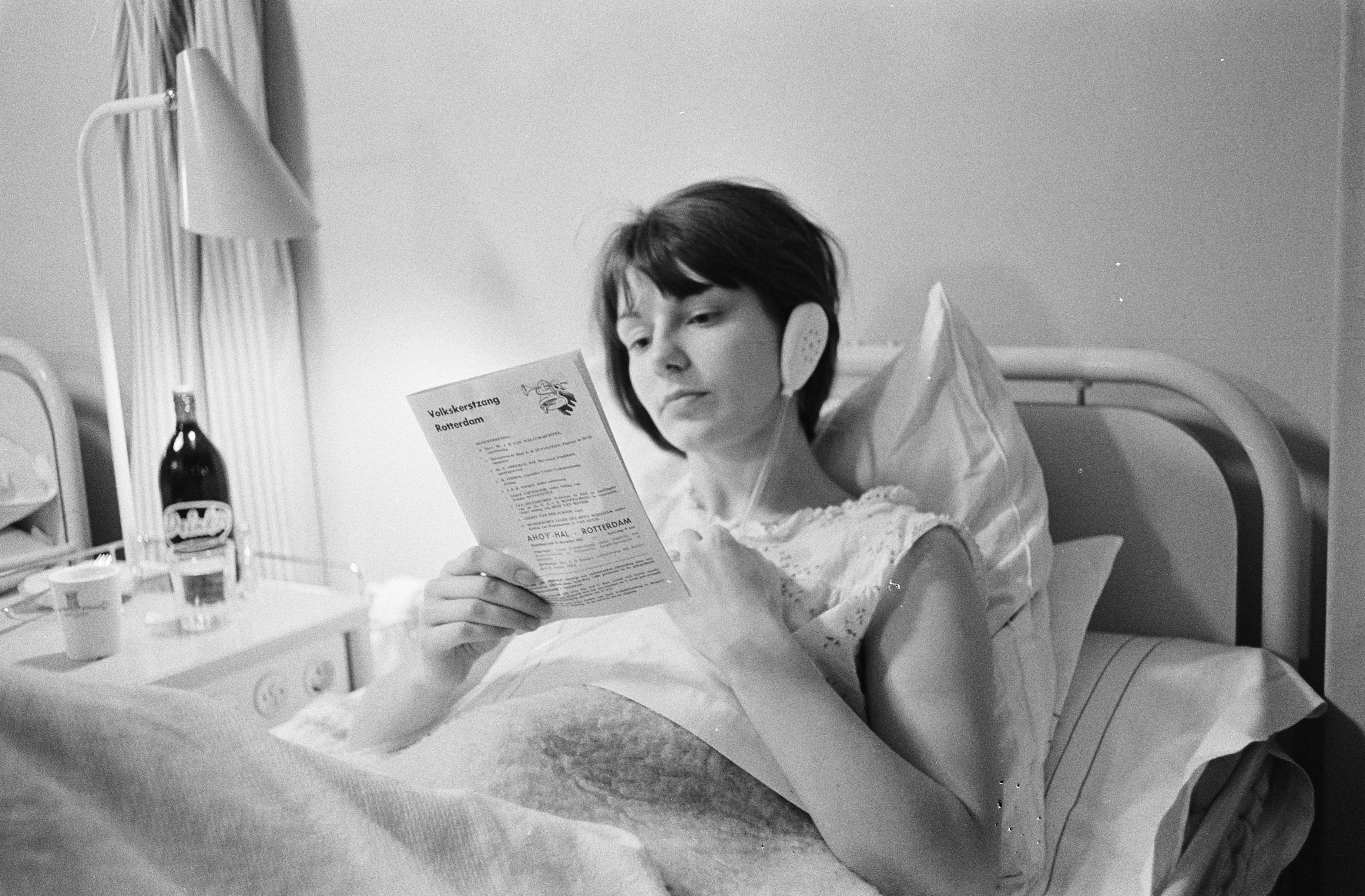
Een patiënte luistert naar de ziekenomroep (Rotterdam, 1963)

Een ziekenomroep is in Nederland een omroepinstelling die zich richt op het ziekenhuis of verpleeginrichting waar deze gevestigd is. Deze valt niet onder de Mediawet 2008.
Er zijn ziekenomroepen die niet alleen radioprogramma's verzorgen, maar ook televisie-uitzendingen. Sommige ziekenomroepen zijn ook verantwoordelijk voor de interne teletekst of kabelkrant in de instelling waar zij actief zijn.

## Geschiedenis
Over het ontstaan van de ziekenomroep in Nederland doen verschillende verhalen de ronde. Bijvoorbeeld een verhaal uit Rotterdam over Gerrit den Braber, van wie eind jaren 40 een vriend in het ziekenhuis lag. Om die vriend te vermaken bracht Gerrit zijn bandrecorder mee en interviewde hem met een aantal medepatiënten. Daarna monteerde hij er muziek tussen en speelde het resultaat af in het ziekenhuis, waarschijnlijk gewoon met de bandrecorder in de ziekenzaal. De ziekenomroep was geboren.
De meeste ziekenomroepen zijn ontstaan in het begin van de jaren 60. In die tijd was het nog gewoon dat patiënten langdurig in ziekenhuizen moesten verblijven. Daardoor bleven ze verstoken van informatie uit hun eigen, lokale regio. Vrijwilligers deden verslag van voetbalwedstrijden in de regio, omdat de gevestigde regionale omroepen hier geen aandacht aan wilden of konden geven. Ook werd de mogelijkheid geschapen voor familie, vrienden en kennissen van de patiënt om een verzoekplaat aan te vragen en op deze manier de patiënt een hart onder de riem te steken voor wat betreft zijn genezing. Sommige ziekenomroepen verzorgden niet alleen een radioprogramma in alleen het ziekenhuis, maar ook in verpleegtehuizen elders in de gemeente. Instellingen die kapitaalkrachtig waren konden zich een zogenaamde muzieklijn van de PTT permitteren, waarover het signaal van de studio naar een andere locatie werd verzonden. Maar er waren ook instellingen die hiervoor het geld niet hadden, en hun signaal (al dan niet met hulp van de gemeente of kabelbeheerder) op het gemeentelijke kabelnet zetten, zodat men niet alleen in het ziekenhuis, maar ook in de gehele gemeente kon luisteren naar het programma van de ziekenomroep. Er zijn omroepen geweest die illegaal via de ether hebben uitgezonden.

## Van ziekenomroep naar lokale omroep
In de jaren 80 werd het mogelijk om als lokale omroep via de kabel legaal zendtijd te krijgen. Deze mogelijkheid was mede tot stand gekomen vanwege het groot aantal ziekenomroepen die illegaal 'inbraken' op de kabel om hun programma te kunnen distribueren naar andere verpleeghuizen of ziekenhuizen. Omdat men nu ook thuis kon luisteren naar de programma's met veelal een lokaal tintje, steeg de populariteit van de ziekenomroep enorm. Omdat veel omroepen statutair zo waren ingericht op enkel en alleen programma's te verzorgen in medische inrichtingen en verpleeghuizen, stapten vele vrijwilligers op en richtten zelf een lokale omroep op. In sommige gevallen werd er zelf innig samengewerkt, en werden studiofaciliteiten en medewerkers onderling gebruikt. Men mag veronderstellen dat de ziekenomroepen mede verantwoordelijk zijn geweest voor de opkomst van de lokale omroepen.

## Overkoepelende organisatie
De meeste ziekenomroepen zijn aangesloten bij de overkoepelende organisatie Vereniging Huisomroepen Nederland (VHN).

## Ziekenomroepen in Nederland
- Stichting Sophia Kinderomroep, later, Stichting Echo Rotterdam
- Stichting Gooische Streekziekenomroep RANO Hilversum
- Purmerender Radio Omroep (PRO) - Purmerend
- Eindhovense Regionale Verplegings Omroep (ERVO) - Eindhoven
- Omroep Noorderbreedte - Leeuwarden
- Omroep Organisatie Radboud (O.O.R.) - Nijmegen
- Overijsselse Ziekenomroep studio Zwolle - Zwolle
- Radio Delta Huisomroep - in West-Zeeuws-Vlaanderen - Oostburg
- Radio Elisabeth - Tilburg
- Radio Lucas - Sint Lucas Andreas Ziekenhuis - Amsterdam
- Radio Ziekenomroep Delft (RAZO) - Delft
- Radio VUmc - Amsterdam
- Radio Domino - Amsterdam
- Ziekenomroep Lelystad
- Huisomroep Gelderse Vallei - Ede
- Stichting RANO Rotterdam - Rotterdam
- Stichting RANO Utrecht - Utrecht
- Zorgradio Haaglanden - Den Haag
- Regionale omroep voor zieken (ROVOZ) - Hilversum
- Stichting Radio Omroep voor Zieken (ROVOZ) - Hoorn
- HZBO (Hoogeveen)
- Stichting Martini Omroep - Groningen
- Stichting Nijmeegse Ziekenomroep (NZO) - Nijmegen
- Stichting Radio en Televisie Oud-Beijerland (SRTO) - Oud-Beijerland
- Stichting Weerter Huisomroep - Weert
- Ziekenomroep De Maasstad - Rotterdam
- Huisomroep Radio De Honte - in Midden-Zeeuws-Vlaanderen - Terneuzen
- Ziekenomroep Schiedam (ZOS-Radio)
- Ziekenomroep Radio Mozaïek - Zevenaar
- Ziekenomroep Oost-Brabant (ZOOBRA) - Veghel
- Ziekenhuisomroep Oei-Oei - Roosendaal
- FlevoZiekenOmroep (FZO) - Almere
- Hengelose Omroep Stichting (HEOS) - Hengelo
- Ziekenomroep Tiel (ZOT) - Tiel
- Stichting RANO Regio Dordrecht, Omroep voor Zorginstellingen (RANO Dordrecht) - Dordrecht
- Elisabeth TV - Breda
- Omroep Reinier van Arkel (ORVA Media) - 's-Hertogenbosch
- Vrolijke Medicijnen Omroep - Maastricht
- Zaanse Zieken en Bejaarden Omroep (ZZBO) - Zaandam

## Ziekenomroepen in België
- SartoTV, Sint-Andriesziekenhuis - Tielt
- Virga Radio & Televisie Omroep (VRTO) - Hasselt
- Ziekenomroep Zenith (Zenith) - Brugge
- Ziekenomroep Zonnestraal (Zonnestraal) - Sijsele
- Ziekenomroep Uilenspiegel (Uilenspiegel) - Blankenberge (thans Huisomroep Blankenberge)